# 132825 Shizu-Mao
132825 Shizu-Mao este un asteroid din centura principală de asteroizi.

## Descriere
132825 Shizu-Mao este un asteroid din centura principală de asteroizi. A fost descoperit pe 16 august 2002 la Nanchuan de Ye Quan-Zhi. Asteroidul prezintă o orbită caracterizată de o semiaxă mare de 3,08 ua, o excentricitate de 0,04 și o înclinație de 11,0° în raport cu ecliptica.